# Pearl S. Buck
Pearl Sydenstricker Buck (Hillsboro, 26 giugno 1892 – Danby, 6 marzo 1973) è stata una scrittrice, giornalista e filantropa statunitense.

Firma di Pearl S. Buck

Vinse il Premio Pulitzer per la narrativa grazie al suo romanzo La buona terra nel 1932. Nel 1938 vinse il Premio Nobel per la letteratura per "... le sue descrizioni ricche e veramente epiche della vita contadina in Cina e per i suoi capolavori biografici.", diventando così la prima donna americana a ottenere il prestigioso premio svedese.

## Biografia

### Infanzia e formazione

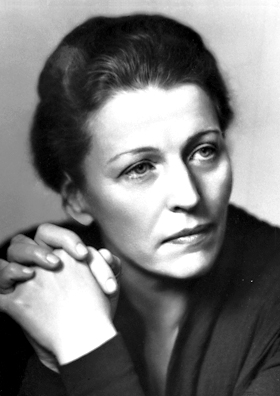
Pearl Buck nel dicembre 1938 a Stoccolma per ritirare il Nobel

Pearl S. Buck nacque nel 1892 a Hillsboro (Oregon) da una famiglia di origini olandesi, tedesche e svizzero-tedesche. Tre mesi dopo la nascita di Pearl, i suoi genitori, Absalom Sydenstricker e sua moglie Carie, missionari della Chiesa Presbiteriana, si trasferirono in Cina, dove la futura scrittrice passò la sua giovinezza a Ching Kiang (nella regione dello Jiangsu), sul fiume Yangtze. La famiglia non viveva all'interno dell'insediamento straniero, ma nella città cinese; il padre era l'unico missionario della zona e spesso rientrava a casa dalle sue missioni evangelizzatrici coperto di sputi e lividi. Pearl crebbe educata da una tata cinese, che le raccontava storie e leggende del suo popolo, e considererà il cinese come la propria lingua madre. Nel 1900, a seguito dell'accrescersi dell'odio xenofobo, la famiglia si spostò a Shanghai.
Nel 1901 Pearl si trasferì negli Stati Uniti, per poi tornare in Cina nell'autunno dell'anno seguente, insediandosi a Zhenjiang, dove la sua educazione venne affidata ad un maestro del posto che le insegnò calligrafia e le fece studiare i più importanti testi classici cinesi. All'età di 18 anni ritornò negli Stati Uniti, dove studiò fino alla laurea in letteratura inglese conseguita a Lynchburg in Virginia.

### Carriera letteraria
Nel 1917 si sposò con John Lossing Buck, docente di economia agraria, assieme al quale si trasferì in Cina, dove insegnò letteratura inglese all'Università di Nanchino fino al 1927, quando fu costretta ad abbandonare il paese a causa delle ritorsioni verso gli stranieri, trovando rifugio in Giappone. Nel 1931 divorziò dal marito e sposò Richard J.Wash, il suo editore. Nello stesso anno pubblicò La buona terra (The Good Earth), il suo romanzo più famoso, che le valse anche la medaglia di riconoscimento dall'American Academy of Arts and Letters.
In Cina partecipò alla campagna di beneficenza per le vittime delle inondazioni del 1931 in Cina, scrivendo una serie di racconti che descrivevano la difficile situazione in cui erano costretti a vivere i rifugiati, scritti che furono trasmessi alla radio negli Stati Uniti e in seguito pubblicati nel suo volume The First Wife and Other Stories.

### Attività benefiche in Asia
Rientrata negli Stati Uniti, continuò a scrivere e si dedicò alla salvaguardia dei diritti umani dando vita a una fondazione per l'assistenza ai bambini asiatici. Nel 1967 donò la maggior parte dei suoi risparmi, più di 7 milioni di dollari, alle associazioni di adozione in Asia, e in più fondò la "Pearl S. Buck Foundation" (nome cambiato nel 1999 in "Pearl S. Buck International"), fondazione che mira ad "affrontare la povertà e la discriminazione affrontate dai bambini nei paesi asiatici".
Fra romanzi, saggi, biografie e racconti, Pearl S. Buck ha lasciato più di 80 opere. Pubblicò anche opere teatrali, sceneggiature e letteratura per l'infanzia. Firmò cinque romanzi sotto lo pseudonimo maschile di John Sedges.

### Morte e sepoltura
Pearl S. Buck morì di cancro ai polmoni il 6 marzo 1973 a Danby, Vermont. Fu sepolta nella Green Hills Farm a Perkasie, in Pennsylvania. La scrittrice volle che sulla lapide il suo nome non fosse inciso in inglese, bensì in caratteri cinesi 賽珍珠 (pinyin: Sai Zhenzhu).

## Eredità
Nel 1973, Buck venne inserita nella National Women's Hall of Fame. Nel 1983, Buck venne inoltre onorata con un francobollo da 5 centesimi, emesso dallo United States Postal Service, che ritraeva il suo viso.
Infine, nel 1999 venne designata del "Women's History Month Honoree" dal National Women's History Project.
Il biografo di Buck, Peter Conn, sostiene che nonostante gli straordinari riconoscimenti a lei assegnati, successivamente il contributo della scrittrice alla letteratura è stato per lo più dimenticato o deliberatamente ignorato dagli accademici americani.
Oggi il "Pearl S. Buck Birthplace", ovvero la casa natale della scrittrice, è divenuta una casa museo nonché uno spazio dedicato a dibattiti e mostre.
Invece, l'ex residenza della scrittrice all'Università di Nanchino è oggi la "Pearl S. Buck Memorial House", in mandarino 賽珍珠紀念館 (pinyin: Sai Zhenzhu Jinianguan), ed è situata nella zona nord del campus dell'università, davanti alla quale è stato eretto un busto in onore dell'autrice.

## Poetica
Dello stile di Pearl S. Buck, Margherita Carbonaro, che per Mondadori si occupa della traduzione dei testi delle opere della scrittrice, afferma:
Adottando lo stesso criterio seguito da Buck nella sua traduzione di Shuihu zhuan, anch’io mi sono mantenuta il più fedele possibile al lessico e allo stile del La buona terra, a quello stile che è stato definito spesso 'biblico', ma che è tanto biblico quanto cinese – e forse lo si potrebbe definire 'bifocale'. È uno stile dal passo pacato, uniforme, fluido, come il passo di chi è abituato a percorrere e a misurare i campi."

### Temi principali
Il ruolo di attivista per i diritti delle donne e dell'uguaglianza razziale rivestito dalla scrittrice si riscontra molto nei temi che le sue opere toccano: infatti, nel corso della sua produzione letteraria, Pearl Buck scrisse ampiamente sulle culture cinese e in generale asiatica, e dei ruoli delle donne all'interno di tali società, diventando particolarmente nota per i suoi sforzi a favore della tutela dei bambini in Asia.

## Opere

### Romanzi
- Vento dell'est, vento dell'ovest, 1930 (East wind: west wind)
- La buona terra, 1931
- Figli, 1933 (Sons)
- La prima moglie, 1933
- La madre, 1934
- La famiglia dispersa, 1935 (A House Divided)
- Questo indomito cuore, 1938 (This proud heart) ambientato in USA
- L'amore di Ai-Uan, 1939 (The Patriot) ambientato in Giappone
- Altri dei, 1940 (Other Gods: An American Legend)
- Cielo cinese, 1941 (China sky)
- Stirpe di drago, 1942 (Dragon seed)
- La promessa, 1943
- Ritratto nuziale, 1945 (Portrait of a Marriage)
- La saggezza di Madame Wu, 1946
- Il dono d'un giorno, 1950 (One Bright Day)
- Peony, 1948
- I parenti, 1949 (Kinfolk)
- Il fiore oscuro, 1952 (The Hidden flower)
- Il frutto mancato, 1953  (Come, My Beloved) ambientato in India
- Donna imperiale, 1956
- Lettera da Pechino, 1957 (Letter from Peking)
- Storia cinese, 1962 (Satan Never sleeps)

- Il Sigillo, 1965 (Death in the castle)
- La casa dei fiori, 1966
- Le ragazze di Madame Liang, 1969 (The three Daughters of Madame Liang)
- Mandala, 1970 (ambientato in India)
- La dea fedele, 1972
- La cucina orientale, 1972
- La gran dama
- Il segreto del Natale
- Le cinesine della casa accanto
- Le mie patrie
- Miniatura di Natale, 1973
- Tre ragazzi e un bufalo
- Tutti sotto il cielo, 1974
- L'arcobaleno, 1974 (The Rainbow)
- Una mamma e cinque bambini
- Uomini di Dio
- Un'eterna meraviglia (The Eternal wonder) - opera postuma

### Biografie
- 1935 - Angelo guerriero (Fighting Angel. Portrait of a soul), biografia di suo padre Absalom
- 1936 - L'esilio (The Exile. Portrait of an American Mother), biografia di sua madre Caroline

Le due opere sono entrambe ambientate in Cina.
- 1950 - The child who Never Grew Day (biografia di sua figlia Carol)

### Autobiografie
- 1954 - My several words: A personal Record Day
- 1961 - Un ponte per l'altra riva (A Bridge for passing)

### Racconti in antologie
- Gli eroi dell'ombra (Antologia della letteratura di spionaggio), 1981 Arnoldo Mondadori Editore contenente il racconto I nemici dell'uomo.

## Riconoscimenti
- 1938 - Premio Nobel per la letteratura
- 1932 - Premio Pulitzer per il romanzo La buona terra (The Good Earth) saga della famiglia cinese Wang, il primo della trilogia The House of Earth seguito nel 1933 da Figli (Sons) e nel 1935 da La famiglia dispersa (A House Divided).

## Filmografia
Dalle opere di Pearl S. Buck, il cinema ha tratto soggetti e sceneggiature di alcuni film:
- La buona terra (The Good Earth), regia di Sidney Franklin (1937) (dal romanzo La buona terra 1930)
- La stirpe del drago (Dragon Seed), regia di Harold S. Bucquet e Jack Conway (1944) (dal romanzo Stirpe di drago, 1942)
- I falchi del fiume giallo (China Sky), regia di Ray Enright (1945)
- Da di, regia di Sun-fung Lee (1954)
- The Big Wave, regia di Tad Danielewski (1961)
- Storia cinese (Satan Never Sleeps), regia di Leo McCarey (1962) con William Holden
- Guide, regia di Vijay Anand  (1965)
- The Gift, regia di Douglas G. Johnson (1977)
- Pavilion of Women, regia di Ho Yim (2001).

La scrittrice è stata anche consulente tecnico di La buona terra e produttrice esecutiva di The Big Wave.